# Ши Сюаньхуа
Ши Сюаньхуа́ (кит. упр. 释宣化, пиньинь Shi Xuānhuà; 16 апреля 1918 – 7 июня 1995), также известен как Аньцы и Тулунь — чаньский буддийский монах, важный деятель буддизма в Соединенных Штатах в XX веке.
Сюаньхуа основал несколько учреждений в США. Ассоциация буддистов области Дхармы (DRBA) — буддийская организация с главами в Северной Америке и Азии. Город десяти тысяч Будд в Юкайе является одним из первых буддийских монастырей традиции чань в Америке. Буддийский университет и колледж Дхармы делает перевод буддийских текстов, работ по фонетике с китайского на английский, вьетнамский, испанский, и многие другие языки.

## Ранние годы
Сюаньхуа родился 16 апреля 1918 года в уезде Шуанчэн провинции Гирин (сейчас это место находится на территории городского уезда Учан провинции Хэйлунцзян), его мирским именем было Бай Юйшу (白玉書). Его родители были преданными буддистами. В раннем возрасте Бай Юйшу стал вегетарианцем, как и его мать, а затем решил стать буддийским монахом.
В возрасте 15 лет он нашел убежище в Трех Ценностях у преподобного Чанчжи. В этом же году он начал посещать школу и изучал тексты различных китайских школ по философии, медицине, гаданию, астрологии и физиологии. В 19 лет Бай Юйшу стал монахом, приняв имя Аньцы (安慈).

## Прививание китайского буддизма в США
В 1959 году Сюаньхуа стремился привить китайский буддизм на западе. Он учил своих учеников в Америке, чтобы установить буддийскую ассоциацию, первоначально известную как буддийский лекционный зал, который был переименован в китайско-американскую ассоциацию буддистов, прежде чем принять сегодняшнее название: Буддийская ассоциация Дхармы.
Сюаньхуа отправился в Австралию в 1961 году и преподавал там в течение одного года, вернувшись в Гонконг в 1962 году.
В том же году по приглашению американских буддистов он отправился в Соединенные Штаты. Его намерением было «отправиться в Америку, чтобы создать патриархов, для создания Будды, для создания Бодхисаттв.

### Сан-Франциско
Сюаньхуа проживал в Сан-Франциско, где он построил лекционный зал. Там Сюаньхуа начал привлекать молодых американцев, которые были заинтересованы медитацией. Он проводил ежедневные сеансы медитации и частые лекций по сутрам.
В то время между Советским Союзом и Соединенными Штатами произошел карибский кризис, и Сюаньхуа начал пост на период тридцати пяти дней, чтобы помолиться за прекращение военных действий и для мира во всем мире. В 1967 году Сюаньхуа переехал с буддийским лекционным залом обратно в Чайнатаун, разместив его в храме Тяньхоу.

### Первая американская Сангха
В 1968 году Сюаньхуа провел летнюю сессию по изучению и практике сутры Шурангамы. Более тридцати студентов из Вашингтонского университета в Сиэтле приехали учиться учению Будды. После сессии пять молодых американцев (Бхикшу Хэнцянь, Хэнцзин и Хэншоу, и бхикшуни Хэнъинь и Хэнчи) просили разрешения стать монахами.

## Сюаньхуа — проницатель американского буддизма
С основания американской сангхи Сюаньхуа приступил к личному видению американского буддизма:
- истинность и надлежащее учение Будды на западе и установление надлежащей монашеской общины полностью посвященной сангхе;
- организация и поддержка перевода всего буддийского канона на английский и другие западные языки[4][5]; и
- содействие полезному образованию путём создания школ и университетов.

### Главенство в посвятительной церемонии
Из-за увеличения числа людей, которые желают присоединиться к числу монахов и монахинь под руководством Сюаньхуа, в 1972 году решено провести церемонии посвящения в духовный сан в Дхьяна монастыре. Два монаха и одна монахиня получили посвящение. Последующие церемонии проходили в городе в десяти тысяч Будд. Они проходили в 1976, 1979, 1982, 1989, 1991 и 1992 годах. И постепенно становилось всё больше и больше людей, получавших полное посвящение. Более двух сотен человек из разных стран мира были посвящены у Сюаньхуа.

#### Традиции Тхеравады и Махаяны
Совершив поездку в Таиланд и Бирму в молодости, Сюаньхуа начал изучать южные традиции буддизма, и хотел найти мост, соединяющий северные (Махаяна) и южные (Тхеравада) традиции.
В Америке Сюаньхуа призвал к сердечному отношению между общинами сангхи северных и южных традиций. По случаю церемонии открытия университета буддийской Дхармы, он представил преподобного Шри Дхаммананду традици Тхеравада, доктора философии. Он также пожертвовал территорию, на которой будет построен Абхайягири, буддийский монастырь тхеравады (тайской традиции) в Редвуд-Валли, штат Калифорния.
Сюаньхуа также предложил монахам из обеих традиций проводить высокое посвящение совместно.

### Китайский и американский буддизм
С 18 по 24 июля 1987 года, Сюаньхуа проводил Water, Land, and Air Repentance Dharma Assembly, многовековой ритуал, часто рассматриваемый, как "царь услуг дхармы" в китайском буддизме, в городе десяти тысяч Будд и предложил более семидесяти буддистам из материкового Китая посетить его. Это была первая известная служба, проведенная в Северной Америке.
6 ноября 1990 года Сюаньхуа послал своих учеников в Пекин, принести казначейству Дракона (Лун Цзан) издания буддийских канонов, а затем вернуться в город десяти тысяч Будд с дальнейшей целью развития китайского буддизма в США.

## Смерть
7 июня 1995 года Сюаньхуа умер в Лос-Анджелесе в Cedars-Sinai Medical Center. Его внезапная смерть стала шоком для большинства из его учеников.

### Захоронение
Похороны Сюаньхуа продолжались с 8 июня по 29 июля. 17 июня тело Сюаньхуа было перенесено из Южной в Северную Калифорнию, в город десяти тысяч Будд. Все основные услуги во время похорон были представлены достопочтенным Мин Ян, настоятелем храма Лунхуа в Шанхае и давним другом Сюаньхуа.
28 июля монахи традиций Тхеравады и Махаяны встретились на торжественной мемориальной церемонии кремации. Две тысячи последователей из Соединенных Штатов, Канады и различных азиатских и европейских стран, в том числе многие из американских учеников Сюаньхуа, пришли в город десяти тысяч Будд для принятия участия в церемонии. Письма с соболезнованиями от буддийских монахов и сановников, в том числе от президента Буша, были прочитаны во время поминальной службы.
На следующий день после кремации, 29 июня, останки Сюаньхуа были рассыпаны в воздухе над городом десяти тысяч Будд двумя учениками, преподобным Хэн Сурэ и Хэн Чау, одними из первых учеников мастера Сюуаньхуа.
После похорон панихиды, посвященные жизни Сюаньхуа были проведены в различных частях мира: Тайвань, Китай и Канада и др. Шарира (костные фрагменты) были распространены среди многих его храмов, учеников и последователей.

## Наследие мастера Сюаньхуа
Многие его ученики помнят Сюаньхуа как выдающегося монаха, лидера в переводе сутр, и как педагога.

## Лекции
- «Для предотвращения ядерного холокоста люди должны изменить своё мнение» (To Prevent A Nuclear Holocaust, People Must Change Their Minds)
- The Heart of Prajna Paramita Sutra Without the Stand
- Should One Be Filial
- «Бодхисаттва Гуаньинь наш брат» (Guanyin Bodhisattva is Our Brother)
- Master Hsuan Hua on Stupidity Versus Wisdom
- «В случае чрезвычайной ситуации» (In An Emergency)
- Doing It Just Right is the Middle Way
- «Чань» (Chan)
- «Дхарма двери осознанности» (The Dharma Door Of Mindfulness)
- «Причины и условия» (Causes And Conditions)
- The Efficacious Language
- Exhortation to Resolve Upon Bodhi
- «В этом и заключается Сокровищница» (Herein Lies the Treasure Trove)
- Listen to Yourself, Think Everything Over
- «Вода — зеркало, отражающее небеса» (Water Mirror Reflecting Heaven)
- «Почему мы должны получить и исполнять Пять наставлений?» (Why Should We Receive And Uphold The Five Precepts?)

## Книги
- The Fifty Skandha Demon States
- «Намерения патриарха Бодхидхармы с западом» (The Intention of Patriarch Bodhidharma's Coming from the West)
- «Комментарий к прекрасной Дхарме цветочной Лотосовой сутре» (Commentary on The Wonderful Dharma Lotus Flower Sutra
- «Комментарий к сутре в сорок два раздела» (Commentary on The Sutra in Forty-Two Sections)
- Commentary on The Sixth Patriarch's Dharma Jewel Platform Sutra
- «Чань: суть всех Будд» (Chan: the Essence of All Buddhas)
- Guanyin, Guanyin, Guanshiyin
- The Professor Requests a Lecture From the Monk in the Grave
- «Преподобный магистр Хуа: Переговоры о Дхарме», тома I-XI (Venerable Master Hua's Talks on Dharma, Volumes I-XI)
- Buddha Root Farm
- «Новости от истинного культиватора» (News From True Cultivators)